# Mattia Galiani
Mattia Galiani (ur. 5 maja 2002 w Vipiteno) – włoski skoczek narciarski. Brązowy medalista Zimowych Igrzysk Olimpijskich Młodzieży 2020 w sztafecie mieszanej. Uczestnik mistrzostw świata juniorów (2018–2022).

## Przebieg kariery
W styczniu 2017 w Schonach zadebiutował w Alpen Cupie, zajmując lokaty na przełomie siódmej i ósmej dziesiątki. W lutym 2018 w Kanderstegu wziął udział w mistrzostwach świata juniorów – w konkursie indywidualnym był 54. W tym samym miesiącu w Planicy zdobył brązowy medal w konkursie drużynowym OPA Games (zawodnicy urodzeni w roku 2001 i młodsi).
W lipcu 2018 w Szczyrku, w swoim debiucie w tym cyklu, zdobył pierwsze punkty FIS Cupu, zajmując 25. pozycję. We wrześniu 2018 w Einsiedeln, w jednoseryjnym konkursie, po raz pierwszy punktował w Alpen Cupie (był 29.). W styczniu 2019 w Lahti ponownie wziął udział w mistrzostwach świata juniorów – w konkursie indywidualnym był 50., a w rywalizacji drużynowej, w barwach reprezentacji Włoch, zajął 12. lokatę.
W sierpniu 2019 we Frenštácie pod Radhoštěm, w ramach letniej edycji cyklu, zadebiutował w Pucharze Kontynentalnym dwukrotnie plasując się w piątej dziesiątce. W styczniu 2020 wystartował w Zimowych Igrzyskach Olimpijskich Młodzieży 2020 – w konkursie indywidualnym był 14, a w sztafecie mieszanej z włoskim zespołem sięgnął po brązowy medal. W marcu 2020 w Oberwiesenthal wziął udział w mistrzostwach świata juniorów – indywidualnie był 39., w konkursie drużynowym 11., a w rywalizacji drużyn mieszanych 8. Rok później w imprezie tej rangi zajął 33. pozycję w konkursie indywidualnym oraz 7. w drużynowym, a w 2022 był 29. indywidualnie i 8. w rywalizacji zespołów mieszanych. 
Po sezonie 2021/2022 zakończył karierę sportową.
Galiani w rywalizacji dziecięcej startował także w kombinacji norweskiej.

## Mistrzostwa świata juniorów

### Indywidualnie
| 2018 Kandersteg     | – | 54. miejsce |
| 2019 Lahti          | – | 49. miejsce |
| 2020 Oberwiesenthal | – | 39. miejsce |
| 2021 Lahti          | – | 33. miejsce |
| 2022 Zakopane       | – | 29. miejsce |

### Drużynowo
| 2019 Lahti          | – | 12. miejsce                                |
| 2020 Oberwiesenthal | – | 11. miejsce, 8. miejsce (drużyna mieszana) |
| 2021 Lahti          | – | 7. miejsce                                 |
| 2022 Zakopane       | – | 8. miejsce (drużyna mieszana)              |

### Starty M. Galianiego na mistrzostwach świata juniorów – szczegółowo
| Miejsce | Dzień       | Rok  | Miejscowość    | Skocznia            | Punkt K | HS     | Konkurs      | Skok 1 | Skok 2 | Nota                  | Strata    | Zwycięzca            |
| ------- | ----------- | ---- | -------------- | ------------------- | ------- | ------ | ------------ | ------ | ------ | --------------------- | --------- | -------------------- |
| 54.     | 1 lutego    | 2018 | Kandersteg     | Lötschberg-Schanze  | K-95    | HS-106 | indywid.     | 74,5 m | –      | 72,7 pkt              | 218,7 pkt | Marius Lindvik       |
| 49.     | 24 stycznia | 2019 | Lahti          | Salpausselkä        | K-90    | HS-100 | indywid.     | 79,5 m | –      | 87,7 pkt              | 164,4 pkt | Thomas Aasen Markeng |
| 12.     | 26 stycznia | 2019 | Lahti          | Salpausselkä        | K-90    | HS-100 | druż.        | 83,5 m | –      | 403,1 pkt (104,9 pkt) | 576,6 pkt | Niemcy               |
| 39.     | 5 marca     | 2020 | Oberwiesenthal | Fichtelbergschanzen | K-95    | HS-105 | indywid.     | 92,0 m | –      | 84,6 pkt              | 153,7 pkt | Peter Resinger       |
| 11.     | 7 marca     | 2020 | Oberwiesenthal | Fichtelbergschanzen | K-95    | HS-105 | druż.        | 80,0 m | –      | 281,1 pkt (74,5 pkt)  | 619,2 pkt | Słowenia             |
| 8.      | 8 marca     | 2020 | Oberwiesenthal | Fichtelbergschanzen | K-95    | HS-105 | druż. miesz. | 89,0 m | 85,0 m | 829,7 pkt (204,2 pkt) | 193,6 pkt | Austria              |
| 33.     | 11 lutego   | 2021 | Lahti          | Salpausselkä        | K-90    | HS-100 | indywid.     | 82,0 m | –      | 102,9 pkt             | 161,0 pkt | Niklas Bachlinger    |
| 7.      | 12 lutego   | 2021 | Lahti          | Salpausselkä        | K-90    | HS-100 | druż.        | 79,5 m | 79,5 m | 824,9 pkt (176,0 pkt) | 161,3 pkt | Austria              |
| 29.     | 3 marca     | 2022 | Zakopane       | Średnia Krokiew     | K-95    | HS-105 | indywid.     | 90,5 m | 90,0 m | 234,5 pkt             | 77,0 pkt  | Daniel Tschofenig    |
| 8.      | 6 marca     | 2022 | Zakopane       | Średnia Krokiew     | K-95    | HS-105 | druż. miesz. | 91,0 m | 90,0 m | 606,5 pkt (176,7 pkt) | 277,9 pkt | Austria              |

## Igrzyska olimpijskie młodzieży

### Indywidualnie
| 2020 Lozanna/ Prémanon | – | 14. miejsce |

### Drużynowo
| 2020 Lozanna/ Prémanon | – | brązowy medal (sztafeta mieszana) |

### Starty M. Galianiego na igrzyskach olimpijskich młodzieży – szczegółowo
| Miejsce | Dzień       | Rok  | Miejscowość | Skocznia   | Punkt K | HS    | Konkurs       | Skok 1 | Skok 2 | Nota                  | Strata             | Zwycięzca       |
| ------- | ----------- | ---- | ----------- | ---------- | ------- | ----- | ------------- | ------ | ------ | --------------------- | ------------------ | --------------- |
| 14.     | 19 stycznia | 2020 | Prémanon    | Les Tuffes | K-81    | HS-90 | indywid.      | 79,0 m | 83,0 m | 211,5 pkt             | 46,2 pkt           | Marco Wörgötter |
| 3.      | 22 stycznia | 2020 | Prémanon    | Les Tuffes | K-81    | HS-90 | sztaf. miesz. | 82,0 m | 82,0 m | 453,4 pkt (123,0 pkt) | 31,8 pkt (+1:30,8) | Norwegia        |

## Puchar Kontynentalny

### Miejsca w poszczególnych konkursachPucharu Kontynentalnego
| Źródło                                                                        | Źródło            | Źródło          | Źródło          | Źródło              | Źródło              | Źródło            | Źródło            | Źródło           | Źródło           | Źródło          | Źródło            | Źródło              | Źródło              | Źródło              | Źródło              | Źródło           | Źródło            | Źródło            | Źródło        | Źródło        | Źródło      | Źródło      | Źródło         | Źródło         | Źródło         | Źródło | Źródło | Źródło | Źródło | Źródło | Źródło | Źródło | Źródło | Źródło | Źródło | Źródło | Źródło | Źródło | Źródło | Źródło | Źródło | Źródło | Źródło | Źródło | Źródło | Źródło | Źródło | Źródło | Źródło | Źródło | Źródło | Źródło | Źródło | Źródło | Źródło | Źródło | Źródło | Źródło | Źródło |        |
| ----------------------------------------------------------------------------- | ----------------- | --------------- | --------------- | ------------------- | ------------------- | ----------------- | ----------------- | ---------------- | ---------------- | --------------- | ----------------- | ------------------- | ------------------- | ------------------- | ------------------- | ---------------- | ----------------- | ----------------- | ------------- | ------------- | ----------- | ----------- | -------------- | -------------- | -------------- | ------ | ------ | ------ | ------ | ------ | ------ | ------ | ------ | ------ | ------ | ------ | ------ | ------ | ------ | ------ | ------ | ------ | ------ | ------ | ------ | ------ | ------ | ------ | ------ | ------ | ------ | ------ | ------ | ------ | ------ | ------ | ------ | ------ | ------ | ------ |
| Sezon 2019/2020                                                               |                   |                 |                 |                     |                     |                   |                   |                  |                  |                 |                   |                     |                     |                     |                     |                  |                   |                   |               |               |             |             |                |                |                |        |        |        |        |        |        |        |        |        |        |        |        |        |        |        |        |        |        |        |        |        |        |        |        |        |        |        |        |        |        |        |        |        |        |        |
| Vikersund HS117                                                               | Vikersund HS117   | Ruka HS142      | Ruka HS142      | Bischofshofen HS142 | Bischofshofen HS142 | Klingenthal HS140 | Klingenthal HS140 | Sapporo HS137    | Sapporo HS137    | Planica HS138   | Planica HS138     | Brotterode HS117    | Brotterode HS117    | Iron Mountain HS133 | Iron Mountain HS133 | Predazzo HS104   | Predazzo HS104    | Rena HS139        | Lahti HS130   | Lahti HS130   | punkty      | punkty      | punkty         | punkty         | punkty         | punkty | punkty | punkty | punkty | punkty | punkty | punkty | punkty | punkty | punkty | punkty | punkty | punkty | punkty | punkty | punkty | punkty | punkty | punkty | punkty | punkty | punkty | punkty | punkty | punkty | punkty | punkty | punkty | punkty | punkty | punkty | punkty | punkty | punkty | punkty |
| -                                                                             | -                 | -               | -               | -                   | -                   | -                 | -                 | -                | -                | -               | -                 | -                   | -                   | -                   | -                   | 51               | 44                | -                 | -             | -             | 0           | 0           | 0              | 0              | 0              | 0      | 0      | 0      | 0      | 0      | 0      | 0      | 0      | 0      | 0      | 0      | 0      | 0      | 0      | 0      | 0      | 0      | 0      | 0      | 0      | 0      | 0      | 0      | 0      | 0      | 0      | 0      | 0      | 0      | 0      | 0      | 0      | 0      | 0      | 0      |
| Sezon 2020/2021                                                               |                   |                 |                 |                     |                     |                   |                   |                  |                  |                 |                   |                     |                     |                     |                     |                  |                   |                   |               |               |             |             |                |                |                |        |        |        |        |        |        |        |        |        |        |        |        |        |        |        |        |        |        |        |        |        |        |        |        |        |        |        |        |        |        |        |        |        |        |        |
| Ruka HS142                                                                    | Ruka HS142        | Ruka HS142      | Engelberg HS140 | Engelberg HS140     | Innsbruck HS128     | Innsbruck HS128   | Willingen HS147   | Willingen HS147  | Willingen HS147  | Willingen HS147 | Klingenthal HS140 | Klingenthal HS140   | Brotterode HS117    | Brotterode HS117    | Zakopane HS140      | Zakopane HS140   | Czajkowskij HS140 | Czajkowskij HS140 | punkty        | punkty        | punkty      | punkty      | punkty         | punkty         | punkty         | punkty | punkty | punkty | punkty | punkty | punkty | punkty | punkty | punkty | punkty | punkty | punkty | punkty | punkty | punkty | punkty | punkty | punkty | punkty | punkty | punkty | punkty | punkty | punkty | punkty | punkty | punkty | punkty | punkty | punkty | punkty | punkty | punkty |        |        |
| -                                                                             | -                 | -               | -               | -                   | -                   | -                 | -                 | -                | -                | -               | -                 | -                   | 46                  | 38                  | -                   | -                | -                 | -                 | 0             | 0             | 0           | 0           | 0              | 0              | 0              | 0      | 0      | 0      | 0      | 0      | 0      | 0      | 0      | 0      | 0      | 0      | 0      | 0      | 0      | 0      | 0      | 0      | 0      | 0      | 0      | 0      | 0      | 0      | 0      | 0      | 0      | 0      | 0      | 0      | 0      | 0      | 0      | 0      |        |        |
| Sezon 2021/2022                                                               |                   |                 |                 |                     |                     |                   |                   |                  |                  |                 |                   |                     |                     |                     |                     |                  |                   |                   |               |               |             |             |                |                |                |        |        |        |        |        |        |        |        |        |        |        |        |        |        |        |        |        |        |        |        |        |        |        |        |        |        |        |        |        |        |        |        |        |        |        |
| Zhangjiakou HS140                                                             | Zhangjiakou HS140 | Vikersund HS117 | Vikersund HS117 | Ruka HS142          | Ruka HS142          | Engelberg HS140   | Engelberg HS140   | Oberstdorf HS137 | Oberstdorf HS137 | Innsbruck HS128 | Innsbruck HS128   | Iron Mountain HS133 | Iron Mountain HS133 | Iron Mountain HS133 | Brotterode HS117    | Brotterode HS117 | Rena HS139        | Rena HS139        | Planica HS138 | Planica HS138 | Lahti HS130 | Lahti HS130 | Zakopane HS140 | Zakopane HS140 | Zakopane HS140 | punkty |        |        |        |        |        |        |        |        |        |        |        |        |        |        |        |        |        |        |        |        |        |        |        |        |        |        |        |        |        |        |        |        |        |        |
| -                                                                             | -                 | -               | -               | -                   | -                   | -                 | -                 | -                | -                | -               | -                 | -                   | -                   | -                   | -                   | -                | -                 | -                 | -             | -             | -           | -           | 50             | 40             | 56             | 0      |        |        |        |        |        |        |        |        |        |        |        |        |        |        |        |        |        |        |        |        |        |        |        |        |        |        |        |        |        |        |        |        |        |        |
| Legenda                                                                       |                   |                 |                 |                     |                     |                   |                   |                  |                  |                 |                   |                     |                     |                     |                     |                  |                   |                   |               |               |             |             |                |                |                |        |        |        |        |        |        |        |        |        |        |        |        |        |        |        |        |        |        |        |        |        |        |        |        |        |        |        |        |        |        |        |        |        |        |        |
| 1 2 3 4-10 11-30 poniżej 30 dq – dyskwalifikacja - – zawodnik nie wystartował |                   |                 |                 |                     |                     |                   |                   |                  |                  |                 |                   |                     |                     |                     |                     |                  |                   |                   |               |               |             |             |                |                |                |        |        |        |        |        |        |        |        |        |        |        |        |        |        |        |        |        |        |        |        |        |        |        |        |        |        |        |        |        |        |        |        |        |        |        |

## Letni Puchar Kontynentalny

### Miejsca w poszczególnych konkursachLetniego Pucharu Kontynentalnego
| Źródło                                                                        | Źródło       | Źródło            | Źródło            | Źródło      | Źródło      | Źródło              | Źródło              | Źródło      | Źródło      | Źródło            | Źródło            | Źródło      | Źródło      | Źródło            | Źródło            | Źródło | Źródło | Źródło | Źródło | Źródło | Źródło | Źródło | Źródło | Źródło | Źródło | Źródło |
| ----------------------------------------------------------------------------- | ------------ | ----------------- | ----------------- | ----------- | ----------- | ------------------- | ------------------- | ----------- | ----------- | ----------------- | ----------------- | ----------- | ----------- | ----------------- | ----------------- | ------ | ------ | ------ | ------ | ------ | ------ | ------ | ------ | ------ | ------ | ------ |
| 2019                                                                          |              |                   |                   |             |             |                     |                     |             |             |                   |                   |             |             |                   |                   |        |        |        |        |        |        |        |        |        |        |        |
| Kranj HS109                                                                   | Kranj HS109  | Szczuczyńsk HS140 | Szczuczyńsk HS140 | Wisła HS134 | Wisła HS134 | Frenštát HS106      | Frenštát HS106      | Râșnov HS97 | Râșnov HS97 | Lillehammer HS140 | Lillehammer HS140 | Stams HS115 | Stams HS115 | Klingenthal HS140 | Klingenthal HS140 | punkty |        |        |        |        |        |        |        |        |        |        |
| -                                                                             | -            | -                 | -                 | -           | -           | 46                  | 48                  | -           | -           | -                 | -                 | -           | -           | -                 | -                 | 0      |        |        |        |        |        |        |        |        |        |        |
| 2021                                                                          |              |                   |                   |             |             |                     |                     |             |             |                   |                   |             |             |                   |                   |        |        |        |        |        |        |        |        |        |        |        |
| Kuopio HS127                                                                  | Kuopio HS127 | Frenštát HS106    | Frenštát HS106    | Râșnov HS97 | Râșnov HS97 | Bischofshofen HS142 | Bischofshofen HS142 | Oslo HS106  | Oslo HS106  | Klingenthal HS140 | Klingenthal HS140 | punkty      | punkty      | punkty            | punkty            | punkty | punkty | punkty | punkty | punkty |        |        |        |        |        |        |
| -                                                                             | -            | 61                | 53                | 49          | 40          | 52                  | 64                  | -           | -           | -                 | -                 | 0           | 0           | 0                 | 0                 | 0      | 0      | 0      | 0      | 0      |        |        |        |        |        |        |
| Legenda                                                                       |              |                   |                   |             |             |                     |                     |             |             |                   |                   |             |             |                   |                   |        |        |        |        |        |        |        |        |        |        |        |
| 1 2 3 4-10 11-30 poniżej 30 dq – dyskwalifikacja - − zawodnik nie wystartował |              |                   |                   |             |             |                     |                     |             |             |                   |                   |             |             |                   |                   |        |        |        |        |        |        |        |        |        |        |        |

## FIS Cup

### Miejsca w klasyfikacji generalnej
| Sezon     | Miejsce |
| --------- | ------- |
| 2018/2019 | 72.     |
| 2020/2021 | 131.    |

### Miejsca w poszczególnych konkursachFIS Cupu
| Źródło                                                                        | Źródło        | Źródło           | Źródło           | Źródło           | Źródło           | Źródło           | Źródło           | Źródło          | Źródło          | Źródło         | Źródło         | Źródło        | Źródło        | Źródło               | Źródło               | Źródło         | Źródło         | Źródło         | Źródło         | Źródło       | Źródło        | Źródło        | Źródło | Źródło | Źródło | Źródło | Źródło | Źródło | Źródło | Źródło | Źródło | Źródło | Źródło | Źródło | Źródło | Źródło | Źródło | Źródło | Źródło |        |
| ----------------------------------------------------------------------------- | ------------- | ---------------- | ---------------- | ---------------- | ---------------- | ---------------- | ---------------- | --------------- | --------------- | -------------- | -------------- | ------------- | ------------- | -------------------- | -------------------- | -------------- | -------------- | -------------- | -------------- | ------------ | ------------- | ------------- | ------ | ------ | ------ | ------ | ------ | ------ | ------ | ------ | ------ | ------ | ------ | ------ | ------ | ------ | ------ | ------ | ------ | ------ |
| Sezon 2018/2019                                                               |               |                  |                  |                  |                  |                  |                  |                 |                 |                |                |               |               |                      |                      |                |                |                |                |              |               |               |        |        |        |        |        |        |        |        |        |        |        |        |        |        |        |        |        |        |
| Villach HS98                                                                  | Villach HS98  | Szczyrk HS106    | Szczyrk HS106    | Râșnov HS97      | Râșnov HS97      | Notodden HS100   | Notodden HS100   | Park City HS100 | Park City HS100 | Zakopane HS140 | Zakopane HS140 | Planica HS102 | Planica HS102 | Rastbüchl HS78       | Rastbüchl HS78       | Villach HS98   | Villach HS98   | punkty         | punkty         | punkty       | punkty        | punkty        | punkty | punkty | punkty | punkty | punkty | punkty | punkty | punkty | punkty | punkty | punkty | punkty | punkty | punkty |        |        |        |        |
| -                                                                             | -             | 25               | 48               | 13               | 22               | -                | -                | -               | -               | -              | -              | 48            | 20            | -                    | -                    | -              | -              | 46             | 46             | 46           | 46            | 46            | 46     | 46     | 46     | 46     | 46     | 46     | 46     | 46     | 46     | 46     | 46     | 46     | 46     | 46     |        |        |        |        |
| Sezon 2019/2020                                                               |               |                  |                  |                  |                  |                  |                  |                 |                 |                |                |               |               |                      |                      |                |                |                |                |              |               |               |        |        |        |        |        |        |        |        |        |        |        |        |        |        |        |        |        |        |
| Szczyrk HS104                                                                 | Szczyrk HS104 | Szczuczyńsk HS99 | Szczuczyńsk HS99 | Ljubno HS94      | Ljubno HS94      | Pjongczang HS109 | Pjongczang HS109 | Râșnov HS97     | Râșnov HS97     | Villach HS98   | Villach HS98   | Notodden HS98 | Notodden HS98 | Oberwiesenthal HS105 | Oberwiesenthal HS105 | Zakopane HS140 | Zakopane HS140 | Rastbüchl HS78 | Rastbüchl HS78 | Villach HS98 | Villach HS98  | punkty        | punkty | punkty | punkty | punkty | punkty | punkty | punkty | punkty | punkty | punkty | punkty | punkty | punkty | punkty | punkty | punkty | punkty | punkty |
| 68                                                                            | 60            | -                | -                | 74               | 56               | -                | -                | -               | -               | -              | -              | -             | -             | 42                   | 35                   | -              | -              | 40             | 39             | 57           | 63            | 0             | 0      | 0      | 0      | 0      | 0      | 0      | 0      | 0      | 0      | 0      | 0      | 0      | 0      | 0      | 0      | 0      | 0      | 0      |
| Sezon 2020/2021                                                               |               |                  |                  |                  |                  |                  |                  |                 |                 |                |                |               |               |                      |                      |                |                |                |                |              |               |               |        |        |        |        |        |        |        |        |        |        |        |        |        |        |        |        |        |        |
| Râșnov HS97                                                                   | Râșnov HS97   | Kandersteg HS106 | Kandersteg HS106 | Zakopane HS140   | Zakopane HS140   | Szczyrk HS104    | Szczyrk HS104    | Lahti HS100     | Lahti HS100     | Villach HS98   | Villach HS98   | Oberhof HS100 | Oberhof HS100 | punkty               | punkty               | punkty         | punkty         | punkty         | punkty         | punkty       | punkty        | punkty        | punkty | punkty | punkty | punkty | punkty | punkty | punkty | punkty | punkty | punkty |        |        |        |        |        |        |        |        |
| -                                                                             | -             | 43               | 31               | 63               | 45               | 29               | 33               | 54              | 46              | -              | -              | 53            | 47            | 2                    | 2                    | 2              | 2              | 2              | 2              | 2            | 2             | 2             | 2      | 2      | 2      | 2      | 2      | 2      | 2      | 2      | 2      | 2      |        |        |        |        |        |        |        |        |
| Sezon 2021/2022                                                               |               |                  |                  |                  |                  |                  |                  |                 |                 |                |                |               |               |                      |                      |                |                |                |                |              |               |               |        |        |        |        |        |        |        |        |        |        |        |        |        |        |        |        |        |        |
| Otepää HS97                                                                   | Otepää HS97   | Kuopio HS100     | Kuopio HS127     | Einsiedeln HS117 | Einsiedeln HS117 | Ljubno HS94      | Ljubno HS94      | Villach HS98    | Villach HS98    | Lahti HS100    | Lahti HS100    | Falun HS100   | Falun HS100   | Kandersteg HS106     | Kandersteg HS106     | Notodden HS98  | Notodden HS98  | Zakopane HS105 | Villach HS98   | Villach HS98 | Oberhof HS100 | Oberhof HS100 | punkty |        |        |        |        |        |        |        |        |        |        |        |        |        |        |        |        |        |
| -                                                                             | -             | -                | -                | 36               | 35               | 44               | 49               | 53              | 59              | -              | -              | 35            | 36            | 41                   | 35                   | -              | -              | 42             | 33             | 43           | -             | -             | 0      |        |        |        |        |        |        |        |        |        |        |        |        |        |        |        |        |        |
| Legenda                                                                       |               |                  |                  |                  |                  |                  |                  |                 |                 |                |                |               |               |                      |                      |                |                |                |                |              |               |               |        |        |        |        |        |        |        |        |        |        |        |        |        |        |        |        |        |        |
| 1 2 3 4-10 11-30 poniżej 30 dq – dyskwalifikacja - − zawodnik nie wystartował |               |                  |                  |                  |                  |                  |                  |                 |                 |                |                |               |               |                      |                      |                |                |                |                |              |               |               |        |        |        |        |        |        |        |        |        |        |        |        |        |        |        |        |        |        |